# 篠路郵便局
篠路郵便局（しのろゆうびんきょく）は北海道札幌市北区にある郵便局。民営化前の分類では集配普通郵便局であった。

## 概要
住所：〒002-8799 北海道札幌市北区篠路3条5丁目1-5

## 沿革
- 1880年（明治13年）7月12日 - 篠路郵便局（五等）として開設[1]。
- 1887年（明治20年）9月1日 - 篠路村茨戸太（しのろむらばらとぶと）郵便局に改称。
- 1891年（明治24年）9月14日 - 茨戸太郵便局に改称。
- 1896年（明治29年）7月1日 - 為替・貯金取扱を開始。
- 1904年（明治37年）3月25日 - 篠路郵便局に改称。
- 1954年（昭和29年）3月1日 - 琴似屯田簡易郵便局の廃止に伴い、取扱事務を承継[2]。
- 1966年（昭和41年）6月30日 - 電話交換事務を札幌北電報電話局に移管。
- 1967年（昭和42年）3月20日 - 茨戸郵便局から和文電報配達業務の一部[3]を移管。
- 1970年（昭和45年）3月31日 - 和文電報配達事務を札幌北電報電話局に移管。
- 1971年（昭和46年）7月13日 - 特定郵便局から普通郵便局に局種別改定。
- 1975年（昭和50年）6月30日 - 郵便番号を061-31から002に変更[4]。
- 1982年（昭和57年）9月1日 - 篠路太平簡易郵便局の廃止に伴い、取扱事務を承継。
- 1987年（昭和62年）11月16日 - 北区篠路2条3丁目から、同区篠路3条5丁目に局舎を新築、移転。
- 1998年（平成10年）9月1日 - 外国通貨の両替および旅行小切手の売買に関する業務取扱を開始。
- 2006年（平成18年）9月1日 - 篠路駅前団地簡易郵便局の一時閉鎖[5]に伴い、取扱事務を承継[6]。
- 2007年（平成19年）10月1日 - 民営化に伴い、併設された郵便事業篠路支店に一部業務を移管。
- 2012年（平成24年）10月1日 - 日本郵便株式会社の発足に伴い、郵便事業篠路支店を篠路郵便局に統合。

## 取扱内容
- 郵便、印紙、ゆうパック、内容証明
- 貯金、為替、振替、振込、国際送金、外貨両替・トラベラーズチェック、国債、投資信託
- 生命保険、バイク自賠責保険、自動車保険
- 地方公共団体事務（札幌市敬老優待乗車証の交付、札幌市家庭用指定袋の交付）
- ゆうちょ銀行ATM
- 札幌市北区一部の集配業務：主に篠路、あいの里、屯田地区及び当別町ビトエ中島地区（郵便番号002-XXXX地域）
- ゆうゆう窓口

## 周辺
- 北洋銀行篠路支店
- 北海道銀行篠路支店
- 札幌市立篠路西中学校
- 札幌市立篠路西小学校
- 篠路神社
- ラッキー篠路店
- ツルハドラッグ篠路店
- 国道231号
- 伏籠川

## アクセス
- JR札沼線（学園都市線） 篠路駅から西へ約800m（徒歩約10分）
- 北海道中央バス（石狩営業所） 篠路3条4丁目停留所下車
- 札樽自動車道 札幌北ICから北へ約5.5km
- 駐車場あり：15台